# 치아 수복
치아 수복(dental restoration, dental filling)은 충치나 외부의 충격으로 상실된 치아 구조의 기능, 상태를 회복시키기 위한 치료이다. 치아의 심미 수복(esthetic restoration)은 자연치아의 색과 조화되는 심미적인 재료를 사용해 치아를 수복함으로써 기능과 심미성을 동시에 만족시키는 수복이다.

## 심미수복
심미수복은 자연치아의 색과 조화되는 심미적인 재료를 사용해 치아를 수복함으로써 기능과 심미성을 동시에 만족시키는 수복이다.
심미수복학은 심미치과학에서 가장 중요한 부분을 차지하는 학문으로 현재 치의학 영역 중 가장 놀라운 발전을 가져왔으며, 이는 재료의 혁신적인 개발과 접착수복술의 발전으로 가능해졌다.

### 심미수복재의 종류
심미수복재의 종류는 복합레진(Composite resin), 글래스 아이오노머(Glass ionomer), 도재(Dental porcelain;동의어:Dental ceramic),실리케이트 시멘트(Silicate cement), 아크릴레진(Acrylic resin)가 있다.
- 도재(Dental porcelain; 동의어:Dental ceramic) : 도재인레이 및 온레이, 라미네이트 비니어 등에 사용한다.
- 실리케이트 시멘트(Silicate cement): 현재는 사용하지 않는 옛날 재료이다.
- 아크릴레진(Acrylic resin) :주로 임시치과의 제작,의치상용 레진으로 이용한다.
- 복합레진: 현재 임상에서 가장 많이 활용되고있는 심미수복재료
- 글래스아이오노머시멘트: 치질과 화학적 접착과 불소를 유리하는 재료 타입에 따라 다양한 용도로 사용되고있다.[3]

### 심미수복재의 역사
치질의 회복을 위하여 과거에는 치아를 수복하는 방법으로 아말감(Amalgam)을 많이 이용했지만, 최근에는 수은의 위험성과 심미성의 문제로 인하여 잘 사용되지 않고 자연치아와 유사한 색조를 이용하는 심미수복재가 많이 사용되고있다.
- 1873년 - 실리게이트 시멘트(Silicate cement); 가장 먼저 개발된 심미수복재
- 1930년~1940년대 후반 - 화학중합형(자가중합형) 아크릴레진(Acrylic resin)개발; 중합수축과 열팽창계수가 너무 커서 미세누출이 발생되고 기계적성질과 마모저항성이 낮은 단점이 있었다. 이러한 문제는 1955년 필러(Filler)입자가 첨가되면서 열팽창계수가 감소됨으로써 개선되었다.
- 1962년 - 복합레진(composite resin); Bowen R.L에 의해 발견된 Bis-GMA 단량체에 충전재(필러;Filler)를 배합함으로 레진기질의 물성을 향상시키고 열팽창계수 감소시켰다.
- 1963년- 화학중합형 복합레진(Addent,3M Dental products)도입[5]

현재에는 Bis-GMA를 기질로 사용하는 복합레진이 많이 이용되고있다.

## 같이 보기
- 러버댐
- 구강외과
- 구강병리학